# Doação de óvulos
A doação de óvulos é o processo pelo qual uma mulher doa óvulos para fins de reprodução assistida ou a investigação biomédica. Para fins de reprodução assistida, a doação de óvulos envolve tipicamente em tecnologia de fertilização in vitro, com os óvulos a serem fertilizados em laboratório; mais raramente, óvulos não fertilizados podem ser congelados e armazenados para uso posterior. A doação de óvulos é uma reprodução de terceiros como parte de tecnologia de reprodução assistida (ART).
Nos Estados Unidos, ASRM (Sociedade Americana de Medicina Reprodutiva) emitiu orientações para estes procedimentos, e que a FDA tem uma série de orientações também. Há placas em países fora dos EUA que têm os mesmos regulamentos. No entanto, as agências de doação de óvulos em os EUA podem legalmente escolher se a cumprir os regulamentos da ASRM ou não.

## Congelamento de Óvulos
Como parte do processo de doação de óvulos, o congelamento, ou  vitrificação  de óvulos é o processo de preservação do gameta feminino em ambiente de nitrogênio líquido a -196 graus celsius. Os óvulos são banhados por um liquido protetor, que produz o envólucro capaz de preservar as mesmas condições no interior da célula que há no momento da coleta durante a imersão na baixíssima temperatura.